# Panorama (malarstwo)
Panorama (z jęz. greckiego πᾶν (pan) – "całość" + ὅραμα (horama) – "widok") – obraz obejmujący całą widzialną przestrzeń wokół obserwatora. Rodzaj malarstwa olejnego mający za zadanie wytworzenie u widza wrażenia całkowitej iluzji uczestnictwa w oglądanej scenie malarskiej, rozwijający się w sztuce głównie w XIX wieku.

## Historia
Pierwsza znana panorama pojawiła się w Chinach w XII wieku. Została namalowana przez chińskiego malarza Zhang Zeduana, w późniejszych wiekach była wielokrotnie kopiowana. Chociaż dzieło to jest typową panoramą, nie było tak nazywane, ponieważ słowo to nie było wtedy używane w kulturze azjatyckiej. Pojęcie "panoramy" w odniesieniu do malarstwa narodziło się dopiero w sztuce europejskiej XVIII wieku; pierwszym artystą, który go użył był irlandzki malarz miniatur portretowych Robert Barker. Swój obraz przedstawiający widok Edynburga naciągnięty na półokrągłą ramę wystawił w Londynie w roku 1792. Nowy sposób prezentacji malarstwa został uznany za ciekawostkę, którą pod nazwą "la nature a coup d`oeil" Baker opatentował w Londynie 17 czerwca 1787 roku. Przez kilka lat artysta eksperymentował z tego typu obrazami naciągając je na półokrągłe i cylindryczne obramowania i w konsekwencji w 1794 roku wzniósł w tym celu w Londynie pierwszą rotundę.
W XIX wieku w Europie zapanowała moda na tworzenie panoram, a szczególną popularnością cieszyły się panoramy o tematyce historycznej, batalistycznej, religijnej oraz panoramiczne krajobrazy. Popularność opierała się na spotęgowanych monumentalnością i owalnym kształtem efektach iluzji, które przy pomocy środków artystycznych uzyskiwali ich twórcy. Dzięki połączeniu obrazu olejnego z elementami dekoracyjnymi leżącymi u jego podnóża artyści zacierali granicę między widzem a dziełem i publiczność odczuwała wrażenie uczestnictwa w uwiecznionych wydarzeniach.

## Rodzaje panoram
Wśród panoram malarskich wyróżnia się:
- Dioramy – rodzaj panoramy malowanej na przezroczystej tkaninie, z obu stron jednocześnie, co przy odpowiednim oświetleniu daje wrażenie pełnoplastyczności przedmiotów.
- Panoramy wertykalne – pionowe,
- Panoramy ruchome – przesuwające się przed widzem, wykorzystywane w teatrze,
- Cykloramy – otaczające widza po okręgu lub zbliżonej figurze geometrycznej ze wszystkich stron, najczęściej praktykowane przez artystów, zalicza się do nich m.in. Panorama Racławicka,
- Mareoramy – kombinacja poruszających się platform i panoramicznych obrazów używanych w tworzeniu iluzji marynistycznych[2],
- Cinéoramy – kombinacja panoramicznego malarstwa i unoszącego się balonu zaprezentowana w 1900 roku w Paryżu[3].

## Wybrane panoramy
- Panorama Mesdaga – namalowana w Belgii w 1881 przez Hendrika Willema Mesdaga,
- Panorama Bourbaki  – namalowana w Szwajcarii w 1881 przez Edouarda Castresa i jego współpracowników, przedstawia internowanie armii generała Charlesa-Denisa Bourbaki w Szwajcarii podczas wojny francusko-pruskiej w lutym 1871 r., wystawiona początkowo w Genewie, a obecnie (od 1889 r.) w Lucernie,
- Panorama Racławicka – namalowana pod kierunkiem Jana Styki i Wojciecha Kossaka w 1894. Obecnie eksponowana we Wrocławiu,
- Panorama siedmiogrodzka – namalowana pod kierunkiem Jana Styki w 1897[4],
- Golgota – panorama namalowana pod kierunkiem Jana Styki w 1896, uznawana za największy obraz o tematyce religijnej na świecie[5],
- Panorama Tatr – namalowana pod kierunkiem Włodzimierza Tetmajera, największy polski obraz, jaki kiedykolwiek powstał[6],
- Panorama Jerozolimska – namalowana pod kierunkiem Gebharda Fugela.
- Panorama bitwy pod Borodino – namalowana w latach 1910-1912 przez rosyjskiego malarza-batalistę Franza Aleksiejewicza Roubaud